# Cratichneumon vulpecula
Cratichneumon vulpecula är en stekelart som först beskrevs av Joseph Kriechbaumer 1875.  Cratichneumon vulpecula ingår i släktet Cratichneumon och familjen brokparasitsteklar. Arten är reproducerande i Sverige. Inga underarter finns listade i Catalogue of Life.